# Caserío Berroeta
El caserío Berroeta, denominado también Beorreta, se sitúa en la vega del río Estanda, en el término municipal de Ormáiztegui (Guipúzcoa, España). 
Presenta planta rectangular, más ancha que profunda con respecto a la fachada principal, orientada al sur. Verticalmente se compone de planta baja, y una primera planta que a la vez es desván. La caja del edificio de alza sobre muros de carga de mampostería enfoscada y con encalado en toda su superficie, salvo en la zona central de la fachada principal (sur), que posee un zaguán-soportal casi centrado. Este zaguán está adintelado con una viga de madera de roble de gran sección que se apoya en los extremos sobre postes de sillar que forman una continuidad con la mampostería de la fachada. Sobre la viga se apoyan cuatro pies derechos. Sobre dicha viga se elevan entramados de madera verticales y horizontales hasta el bajo cubierta de la fachada y dividen ésta en tres sectores. Sobre la viga también se abre una galería cerrada parcialmente con antepechos de tabla que cierran los espacios entre los entramados. Sobre la galería, los espacios entre entramados se cierran con ladrillo macizo. El fondo del zaguán-soportal- que se sitúa bajo la primera crujía del edificio y los flancos de éste, están cerrados con paños de muros de mampostería, también encalada y posee dos vanos de puerta enmarcados en madera que facilitan el acceso al interior del edificio. 
El techo del zaguán-soportal, se apoya sobre dos vigas de madera, estas dos vigas a su vez, se ensamblan en la cara interior de la viga citada anteriormente por medio de dos soportes de madera moldurada y artísticamente trabajada. La cubierta del edificio es una estructura de madera a dos aguas, con la cumbrera perpendicular a la fachada principal (sur), tiene teja canal artesana. Cada paño de la cubierta tiene dos carreras longitudinales intermedias. Correspondiendo con las cuatro carreras y la viga cumbrera, la armadura interior está formada por cuatro filas de postes enterizos de roble y un muro de carga en la planta baja, que cierra la zona de vivienda (este). Estos postes se hallan ordenados en dos líneas paralelas a la fachada principal sur. 
En el centro del edificio y en la fila correspondiente a la cumbrera, en la segunda línea paralela de postes, posee dos postes gemelos. En la misma fila central, bajo la cumbrera, se alzan otros dos postes gemelos, junto a la fachada trasera (norte), que al igual que los anteriores, son cuatro postes enterizos, correspondientes a sendas bernias de un lagar gótico. Las bernias ubicadas junto a la fachada trasera han perdido perpendicularidad y se hallan algo inclinadas hacia el lado oeste, deterioro lógico en un edificio de estas características.
Destaca por su sección, la viga-guía correspondiente al huso o eje de madera del lagar gótico, viga que incluso mantiene el agujero que servía de guía a dicho huso. También en la cara interior de algunas vigas o jácenas se aprecian las acanaladuras del antiguo sistema de tabicaje interior mediante tablas machihembradas.
La techumbre de la cubierta, descansa sobre vigas, correas y tornapuntas de gran sección. Sobre estas se apoyan los cabrios y el tablazón. La armadura de la cubierta, está subordinada a la estructura de lagar gótico. La viga cumbrera, descansa sobre otras dos vigas paralelas a la misma. Estas a su vez, descansan sobre dos yugos que unen correas de menor sección, sobre las cuatro bernias de esta magnífica máquina de la época renacentista.
La parte más antigua de este caserío-lagar, corresponde a su zona central, donde se mantienen casi en su totalidad, las estructuras de madera originales de la segunda mitad del siglo XVI. El magnífico lagar con que está dotada esta casa, subsiste, habiendo perdido solamente, la estructura de la masera de prensado de la manzana, la viga, de gran sección con más de 10 m de largo y el huso o eje de torsión. Toda esta soberbia estructura no ha sufrido ninguna alteración de importancia desde que se construyó. También datadas en la misma época mantiene la escalera de acceso a la primera planta y dos puertas de una hoja de tablas machihembradas (una en el acceso a la primera planta y la otra en el desván).
La ampliación del caserío Berroeta, hasta alcanzar las dimensiones actuales, se produjo un siglo más tarde (siglo XVII) consistió en desmontar la caja exterior, construir muros perimetrales de mampostería, aumentando la superficie de la planta por los flancos este y oeste y añadiendo todo el cuerpo delantero del edificio. Como resultado de aquella ampliación, se redistribuyó la zona de vivienda (este) y surgió el actual zaguán-soportal. Las intervenciones posteriores no han alterado de manera sustancial la estructura del edificio tal y como quedó configurado en el siglo XVII.